# JR北海道785系電車
785系電車（785けいでんしゃ）は、北海道旅客鉄道（JR北海道）の交流特急形電車である。

## 概要
函館本線の札幌駅 - 旭川駅間は、JR北海道を代表する基幹系統であり、国鉄時代から781系によるエル特急「ライラック」「ホワイトアロー」が所要1時間29 - 33分で結び、30分 - 1時間間隔で運行されていた。1987年（昭和62年）4月1日の国鉄分割民営化後、1990年（平成2年）10月30日に札幌市 - 旭川市間の高速道路が全通することから、JR北海道では高速バスやマイカーとの競争力向上のため、所要時間の短縮と増発を図ることとなった。
そこで、1988年（昭和63年）より札幌 - 旭川間の新特急整備が提起され、1989年（平成元年）春に基本仕様を決定。検討当初は同区間の所要時間を1時間程度とする目標や、ダブルデッカー車の投入も検討されたもののダブルデッカーは降雪時の床下機器や窓ガラスへの影響を懸念し見送られ、所要時間については実現に表定速度140 km/h 以上が必要となり地上設備や運行実施までの期日を勘案し最高速度130 km/h での運転に落ち着き、それを可能とする線路改良および新型車両の開発がなされ、1990年（平成2年）5月に完成したのが本系列である。
本系列はJR北海道初の新型特急形電車であるほか、JRグループの旅客用量産型車両としては初めてVVVFインバータ制御を採用した車両である（JRグループ全体では同年に登場したJR貨物EF200形電気機関車901号機がわずかの差で先行落成しており、これが最初となる）。1991年（平成3年）に通商産業省グッドデザイン商品（現・日本デザイン振興会グッドデザイン賞）に選定された。

## 車両概説

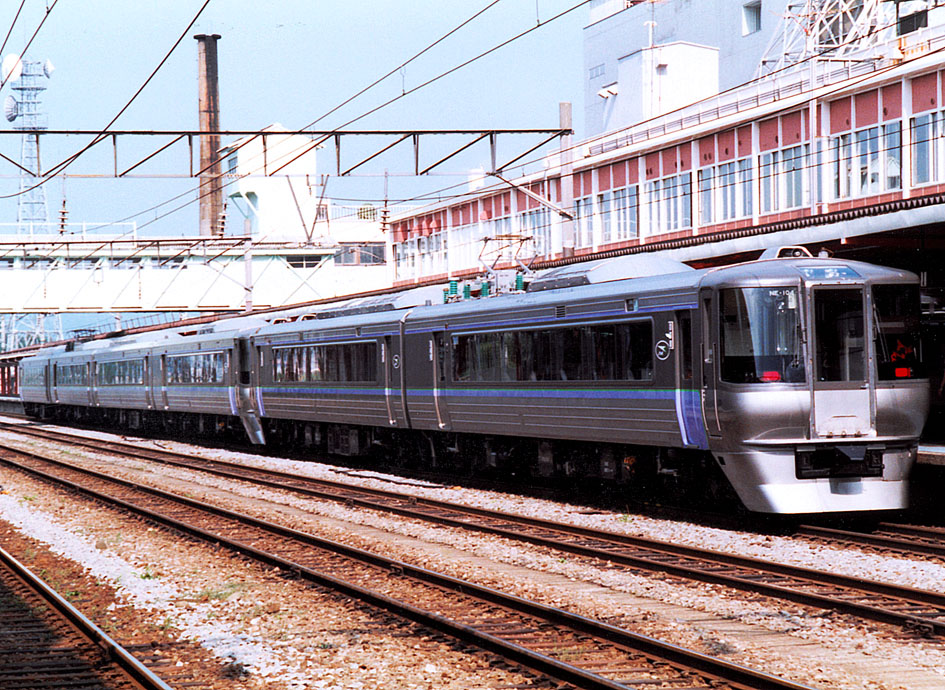
製造当初の姿で基本編成4両に旭川方へ付属編成を連結し6両編成としての運用姿
（1990年9月3日 / 旭川駅）

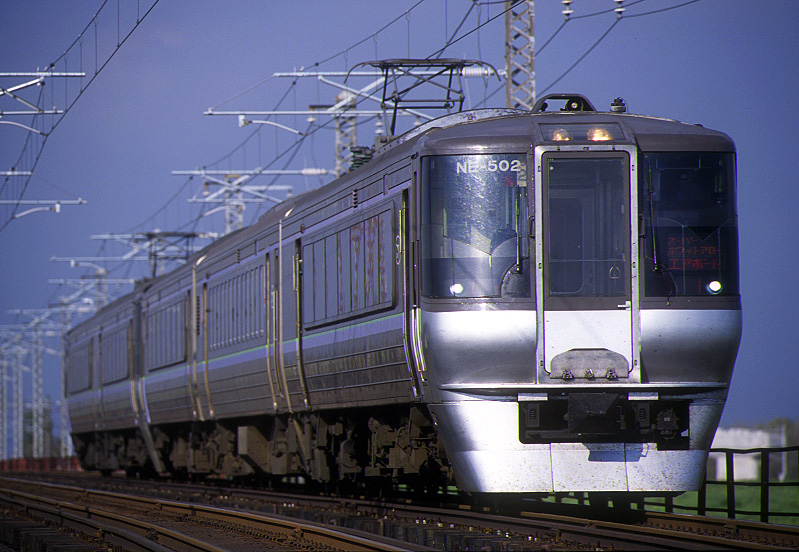
着雪防止装置設置・スカート形状変更以前の姿

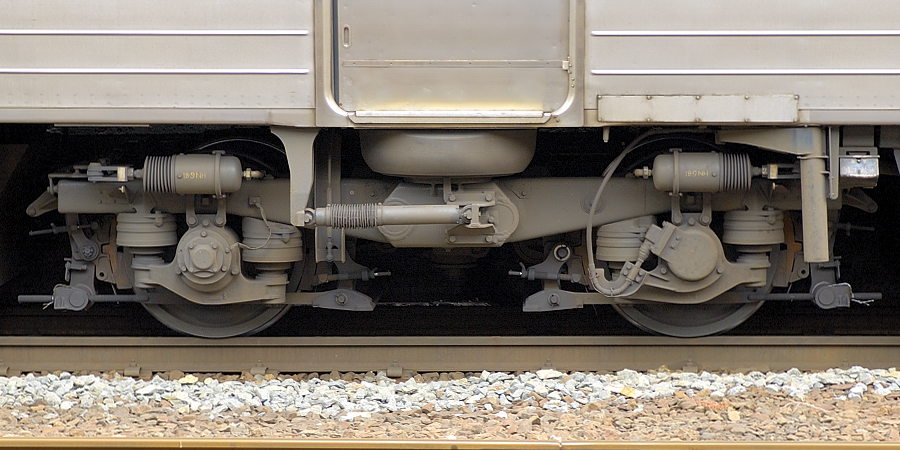
クハ785形のN-TR785形台車
（2007年10月17日 / 旭川駅）

ここでは製造当初の仕様について記述する。後年の変更箇所については当該節を参照されたい。
開発テーマは「よりスピーディに・より快適に」とし、ビジネス客と旅行客双方に満足を与えるべく「シンプル・快適・落着き・清潔感」を設計コンセプトに掲げた。781系と同様に全車普通車のモノクラス編成とされ、グリーン車は連結されない。

### 車体
軽量構造のステンレス製で、車体断面は721系と同じである。客用扉は片開き式とし、乗降時間短縮のために片側2か所（有効開口幅670 mm、車いす対応930 mm）、両車端部に設ける。先頭車前面は傾斜し、中央下部が突出した曲面構成をもつ。
既存の781系8両運転で生じた車掌2組による乗務運用の非効率さを解決すべく正面には平幌型の貫通扉を設け、増解結に対応する。外部塗色は正面および側面の窓周りが黒色、客室窓上にはラベンダーバイオレット、客室窓下には萌黄色（ライトグリーン）■およびラベンダーバイオレット■のツートンの帯を配する。客室窓は781系より大型化され、窓柱を黒くした連続窓風のデザインである。
列車名などを表示する愛称表示器は3色LED式で、正面右側の運転台直下に設置されている。側面の行先表示器は電照式方向幕で、客用扉横の号車表示･設備表示は差し替え可能なサボを使用している。各車の客用扉付近には列車名をあしらった" SWA"（Super White Arrow） のロゴマークが配されている。

### 内装
車内はライトグレーの壁面を基調に妻仕切り戸にピンクをあしらい、バイオレットの座席モケットと合わせ暖かさと柔らかさを演出した。座席は、フリーストップ式のリクライニングシートで中央には腕掛があり、パイプ式の簡易フットレスト・テーブルも設ける。シートピッチは、781系の910 mmから960 mmに拡大されている。座席モケットは基本編成と付属編成で地色が異なり、基本編成は青色、付属編成は緑色である。
客室内の出入台扉上部にはLED式の車内案内表示装置が設置され、指定席・自由席／禁煙・喫煙などの設備表記、デジタル時計・号車番号表示を一体化した構成となっている。
トイレはクハ784形・クハ785形・サハ784形に設けられ、洋式の共用トイレには折りたたみ式のベビーベッドを備える。あわせて男子小用トイレも別に設置されている。

### 機器類
本系列の制御機器は、781系と同様に電動車と電源搭載付随車の2両でひとつの電気回路を構成する「MTAユニット」方式を採用しており、付随車に下枠交差型パンタグラフと主変圧器を装備し、電動車に電力を供給する構成となっている。主変換装置は混合ブリッジコンバータ（サイリスタ位相制御） + VVVFインバータ制御方式とされ、インバータ装置の整流素子にはGTO(4500V/3000A)を用いる。機器は日立製作所と東芝が担当している。
主電動機は定格出力 190 kW のかご形三相誘導電動機 N-MT785形を装備する。発電ブレーキを用いるため、屋根上にブレーキ抵抗器を装備する。投入に先立ち、1990年4月頃には札幌運転所から選抜された検修職員・運転職員が札幌市電のVVVF制御路面電車の見学を行っている。

台車は、721系電車の N-DT721形・N-TR721形を基本に、一部仕様を変更したボルスタレス台車 N-DT785形・N-TR785形で、枕ばねに空気ばねを用い、軸箱支持は積層ゴム支持方式である。

## 形式
後述の300番台も含めて、編成番号は識別記号の「NE」を冠し、「NE-4」などと表す。

### 新製車

#### 旧基本編成用

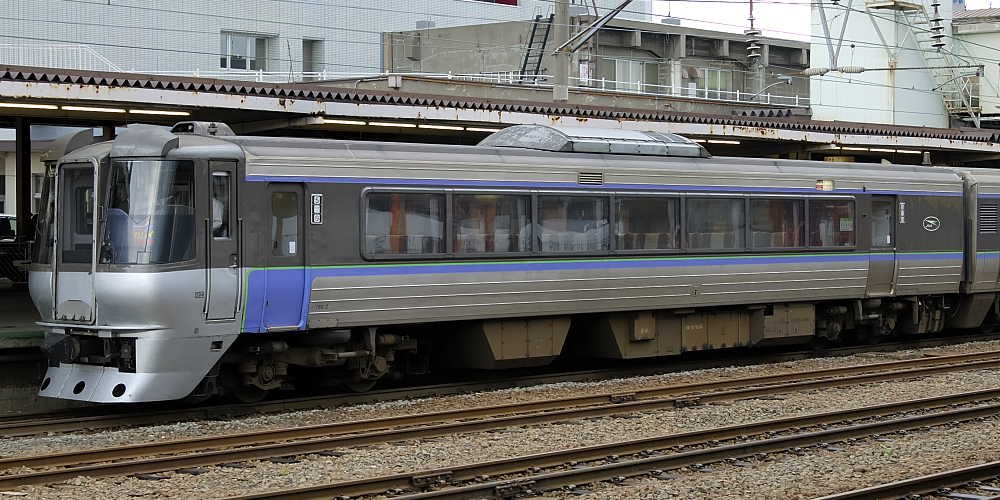
クハ785形（方転後）
（2007年10月17日 / 旭川駅）

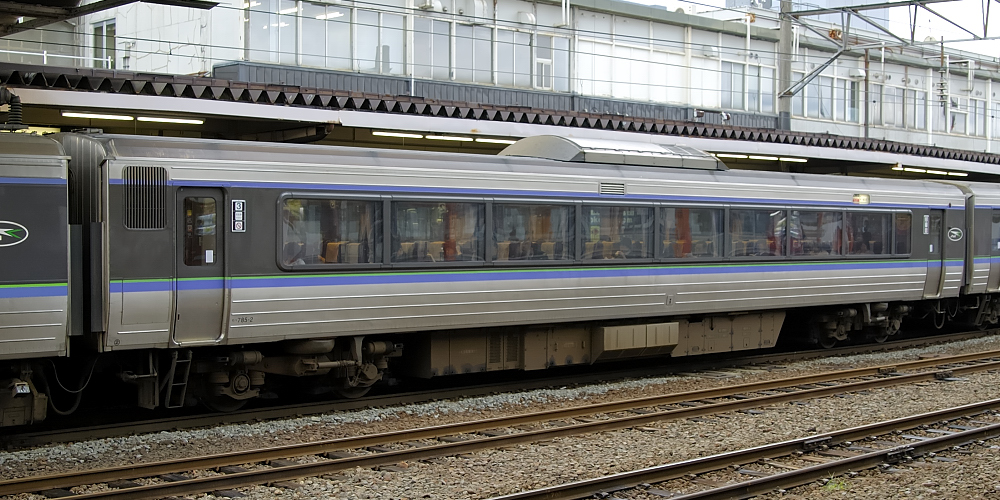
モハ785形0番台（方転後）
（2007年10月17日 / 旭川駅）

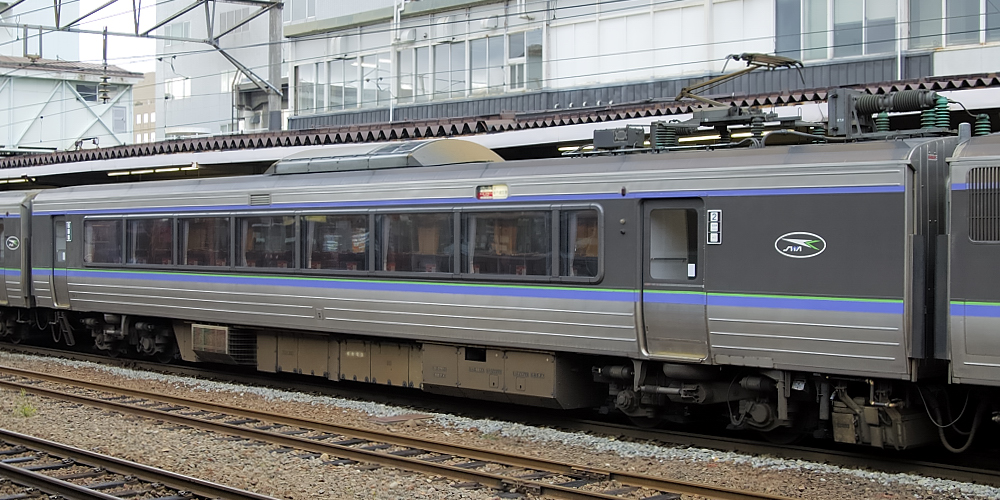
サハ784形（方転後）
（2007年10月17日 / 旭川駅）

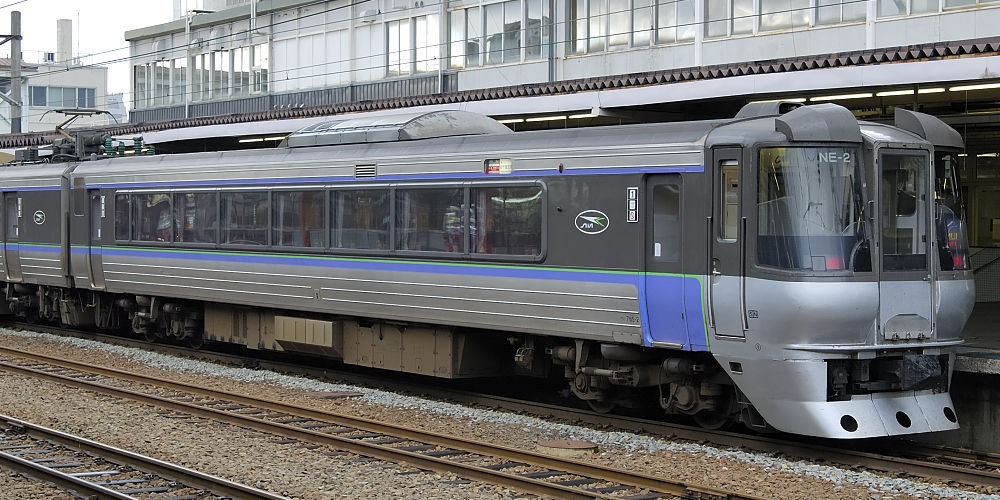
クモハ785形0番台（方転後）
（2007年10月17日 / 旭川駅）

1990年（平成2年）に製造された、4両編成を組む車両である。各形式とも、5両 (1 - 5) が日立製作所で製造された。2002年にモハ784形500番台（後述）を1両組み込み、以後は5両固定編成で運用されている。
クモハ785形0番台
運転台と主電動機を装備する制御電動車 (Mc) で、サハ784形 (TA) とMTユニットを組む。他は付属編成の100番台と同一の仕様である。定員は60名である。運転台には721系と同様の左手操作式ワンハンドルマスコンおよび単色表示プラズマディスプレイ（PDP）のモニタ装置を装備する。車掌業務も行えるよう、車掌スイッチ及び車内放送装置が設置されている。
サハ784形
電力供給設備をもつ付随電源車 (TA) で、クモハ785形・モハ785形とMTユニットを組み、同車に電力を供給するための主変圧器・パンタグラフを装備する。
- 車内には共用トイレ（洋式）・男子小用トイレを設け、後位の客用扉は幅 930 mm の広幅としている。飲料自動販売機・テレホンカード式公衆電話を設置する。定員は60名である。

モハ785形0番台
主電動機を装備する中間電動車 (M) で、サハ784形 (TA) とMTユニットを組む。定員は68名である。
クハ785形
運転台をもつ制御車 (Tc) である。
- 車内には共用トイレ（洋式）・男子小用トイレを設け、後位の客用扉は幅930 mm の広幅としている。定員は56名である。

#### 旧付属編成用

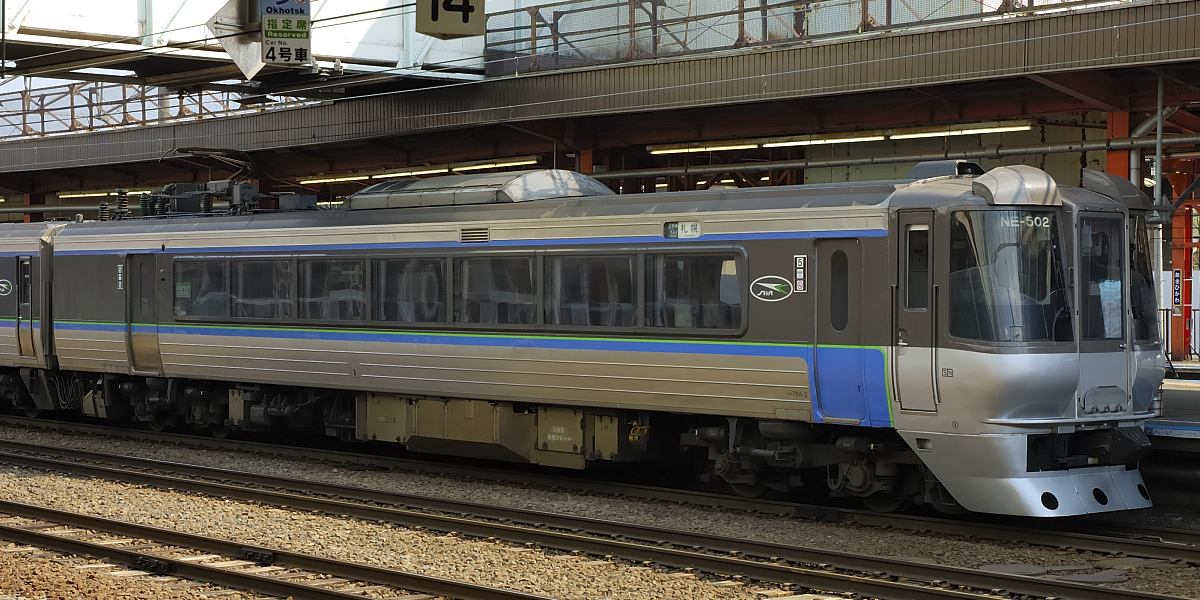
クハ784形（方転後）
（2008年4月25日 / 旭川駅）

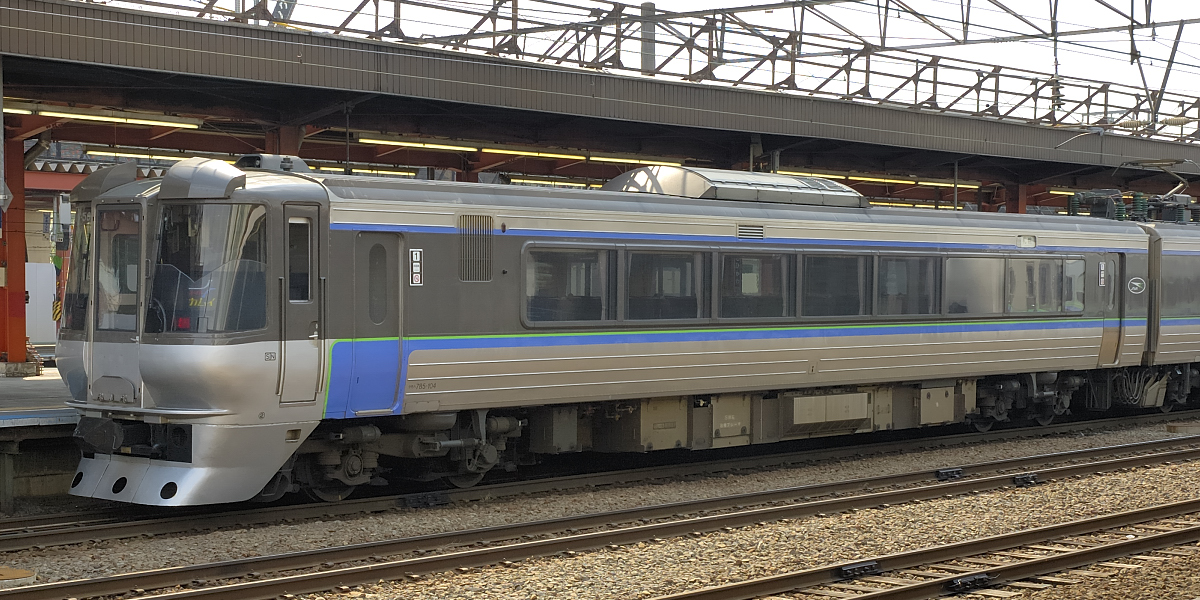
クモハ785形 100番台（方転後）
（2008年4月25日 / 旭川駅）

1990年（平成2年）に製造された、2両編成を組む車両である。全車両とも川崎重工業で製造された。増結は札幌・旭川側のどちらでも可能であった。
2002年（平成14年）に2組の付属編成を1本化した上でモハ785形500番台（後述）を1両組み込み、以後は5両固定編成で使用している。
クモハ785形100番台
運転台と主電動機を装備する制御電動車 (Mc) で、5両 (101 - 105) が製造された。クハ784形 (TAc) とMTユニットを組む以外は基本番台と同一仕様である。定員は60名である。
クハ784形
運転台と電力供給設備をもつ制御電源車 (TAc) で、 5両 (1 - 5) が製造された。クモハ785形100番台とMTユニットを組み、同車に電力を供給するための主変圧器・パンタグラフを装備する。
- 車内には共用トイレ（洋式）・男子小用トイレを設け、後位の客用扉は幅 930mmの広幅としている。定員は56名である。

#### 500番台

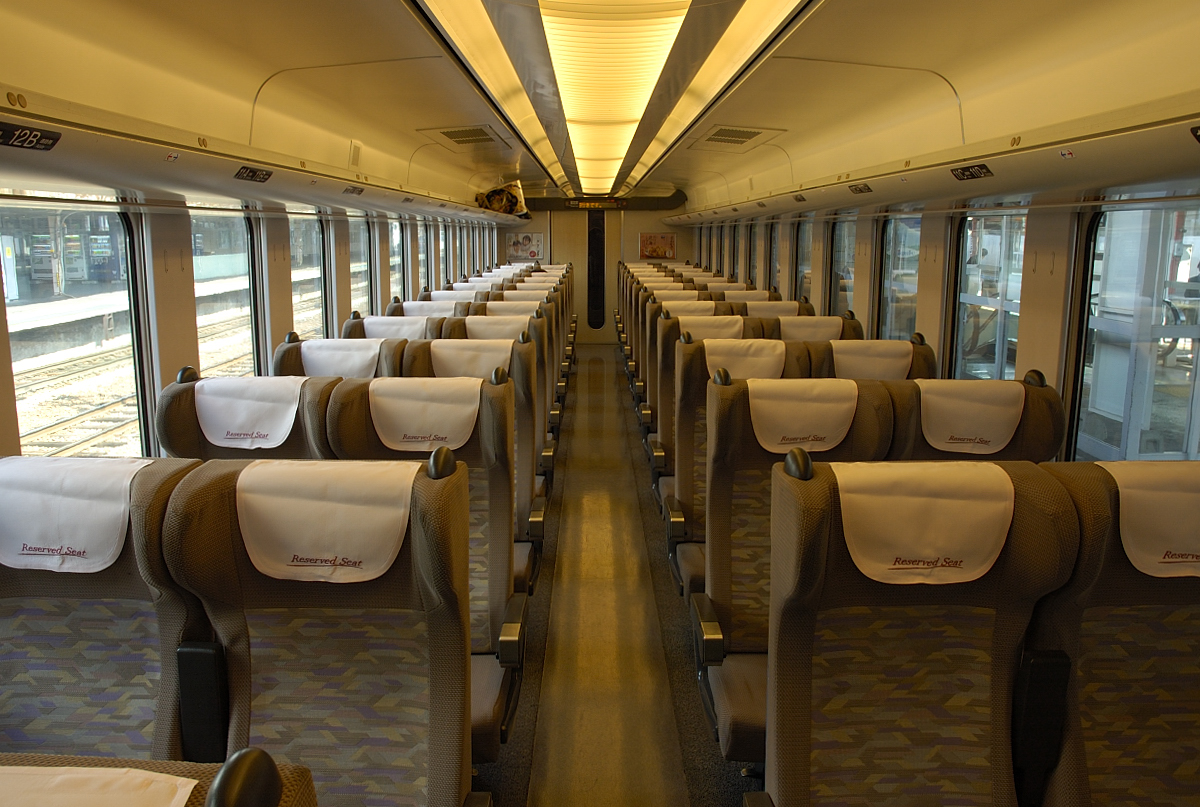
500番台「uシート」室内
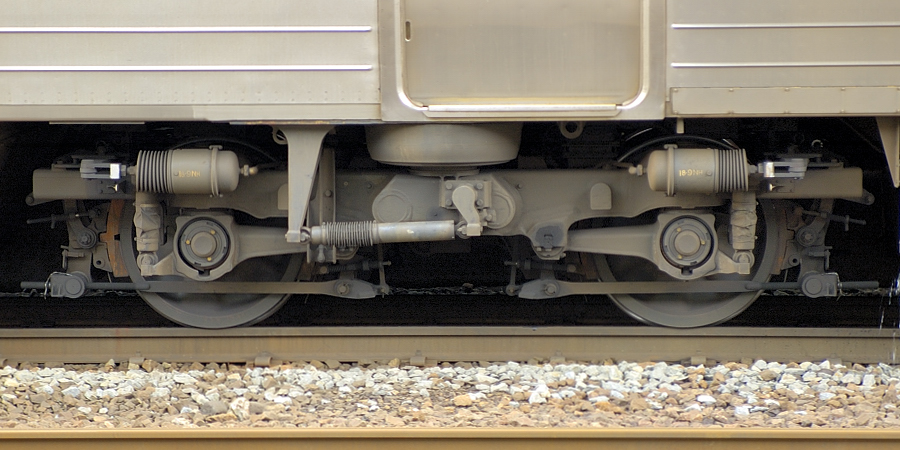
N-DT785A形台車
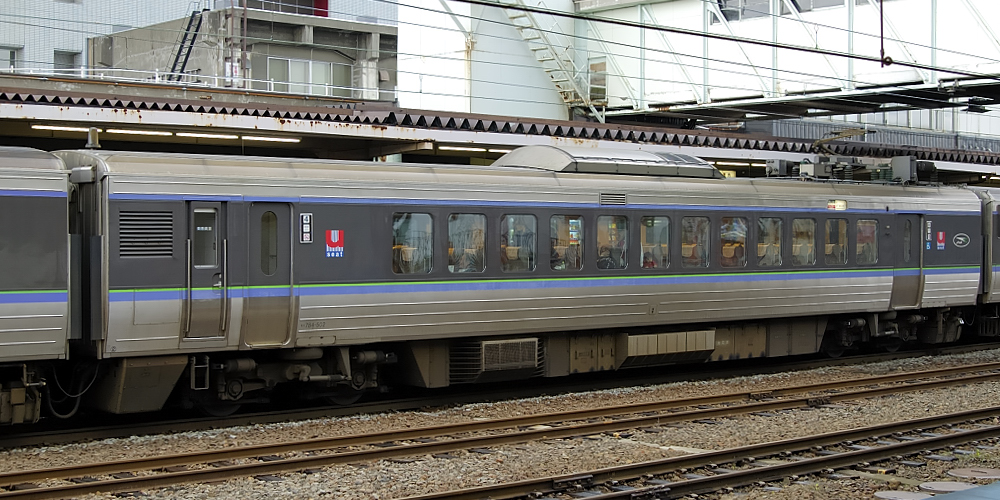
モハ784形 500番台 （2007年10月17日 / 旭川駅）
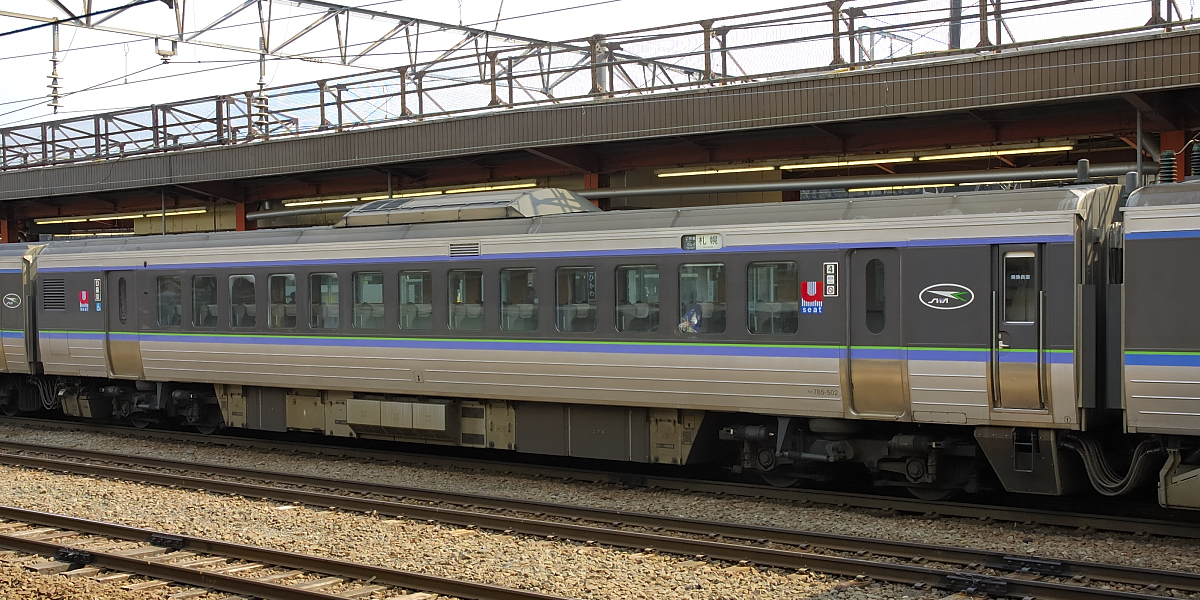
モハ785形 500番台 （2008年4月25日 / 旭川駅）

2002年（平成14年）に製造された、グレードアップ指定席「uシート」用の車両。前述の通り、3月16日のダイヤ改正で従来の781系「ライラック」に代わり本系列の「スーパーホワイトアロー」が快速「エアポート」と組む列車となったため導入された。また、「スーパーホワイトアロー」を美唄駅と砂川駅に、「エアポート」を恵庭駅に新たに停車させることとなったが、停車駅を増やしても従前の所要時間を維持するには加速性能の向上が求められたため、全車を中間電動車とし、既存の各編成に1両ずつ組み込まれた。車掌室を備えており、自動放送装置（モニタ装置で制御）もこの時より設けられた。客室窓は座席と同間隔の小窓となり、冬季間に車体に付着した氷塊が走行中に落下し、跳ね上げたバラストが窓を破損させる事故への対策として厚さ8 mm のポリカーボネート製保護板を設けた。また、JR北海道の車両としては初めて床下機器のフルカバー化がなされ、着雪量の減少を図っている。
バリアフリー対応として、客用扉はドアチャイムを設置のうえ後位側を広幅の 970 mm としたほか、車椅子利用スペース・車椅子対応大型トイレを設ける。
制御機器には、IGBT素子を用いた3レベルPWMコンバータ+2レベルPWMインバータを2群搭載し、故障時の冗長性を図っている。主電動機は三相誘導電動機 N-MT731 (230kW) を1両あたり4機搭載する。ブレーキ装置は回生ブレーキ併用電気指令式空気ブレーキとなったため、屋根上にブレーキ抵抗器は装備しない。台車は、空気ばね間隔を 1,950mm に拡大し、キハ261系0番台気動車と同じ有効径540 mm の空気ばねを採用して横剛性アップを図った、軸梁式の N-DT785A に変更された。
モハ784形500番台 (Mu)
5両 (501 - 505) が日立製作所で製造された。旧基本編成（4両）への組込用で、主回路を構成する機器を1両にすべて搭載する1M方式の電動車である。主変圧器を搭載したほか、当初よりシングルアーム型パンタグラフを装備する。定員は49名である。
モハ785形500番台 (Mu')
2両 (501, 502) が日立製作所で製造された。旧付属編成（2両）2組と組成して5両編成とするための車両で、パンタグラフ・主変圧器は搭載せず、電力は隣車のクハ784形から供給される。定員は49名である。

## 改造

### 降雪対応改造
降雪時の視界確保や、折返し運転時の着雪除去作業軽減を目的に2001年に実施された。
前面窓上部に781系と同様の導風器を取り付け、スカートには丸穴を開けた。これらは走行中に空気の流れを導き、車両前面および床下機器への着雪を抑制する装備である。
視界確保のため、下側の前照灯は1999年3月から2000年1月にかけてHIDに交換された。
また、冬季間に車体に付着した氷塊が走行中に落下し、跳ね上げたバラストが窓を破損させる事故への対策として、客室窓ガラスの外側にポリカーボネート製の保護板を設けた。2004年（平成16年）にはパンタグラフを着雪防止対策としてシングルアーム型へ交換した。

### 編成組替に伴う改造
エル特急「スーパーホワイトアロー」の停車駅追加および快速「エアポート」への直通運用対応などの運転系統変更に対応するため、2002年（平成14年）に編成の組替と一部車両の改造を行っている。
- 2001年（平成13年）8月 - 9月に編成全体の方向を逆向きに転換したうえで、新規製造した中間電動車7両（500番台）を挿入し、従来の4両基本編成・2両付属編成を全て5両固定編成に組み替えた。この際に2両編成×1本（NE-105編成）が余剰となり長期保留車となったが、2010年（平成22年）に特急「スーパー白鳥」用300番台へ改造された（後述）。
- 旧・基本編成には1M方式のモハ784形500番台を挿入した。
- 旧・付属編成は2組を1本にまとめ、モハ785形500番台を挿入した。この編成では片方のユニットを2両給電（3両1ユニット）とする必要があるため、クハ784形2両 (1, 2) の主変圧器を交換している。中間の3号車となるクモハ785形の2両 (101, 102) には自動販売機とテレホンカード式公衆電話を設置した。なお、公衆電話は2009年（平成21年）10月1日のダイヤ改正で、自動販売機は2017年（平成29年）3月4日のダイヤ改正でそれぞれ使用停止となり、撤去されている。
- いずれの編成とも、5号車となるクハ785形の全車およびクハ784形の2両 (1, 2) は、化粧室側の車端席 (1A, 1D) を1人掛けに変更してデッキ付近の通行幅を確保したため、定員が54名に減少している。
- 常時5両の固定編成で使用されることになったため、編成中間に組成される先頭車は、運転台内の機器類撤去と乗務員用扉の封鎖・スカートおよび着雪防止用風洞、ワイパー類の撤去・窓ガラス類の加工を行い、中間車化された（改番は実施せず）。
- 全編成で自動放送装置の搭載が行われている。
- 組み替え時に起動加速度を2.0 km/h/sから2.4 km/h/sに向上させた。

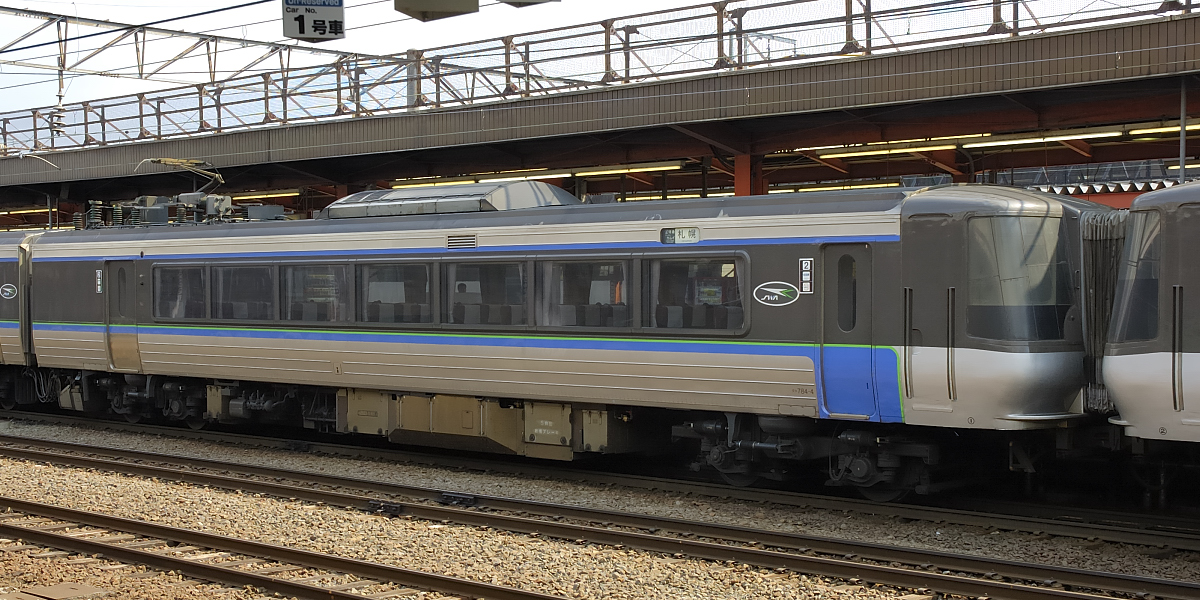
中間車代用のクハ784形 スカート撤去・乗務員室扉閉鎖を施工 （2008年4月25日 / 旭川駅）
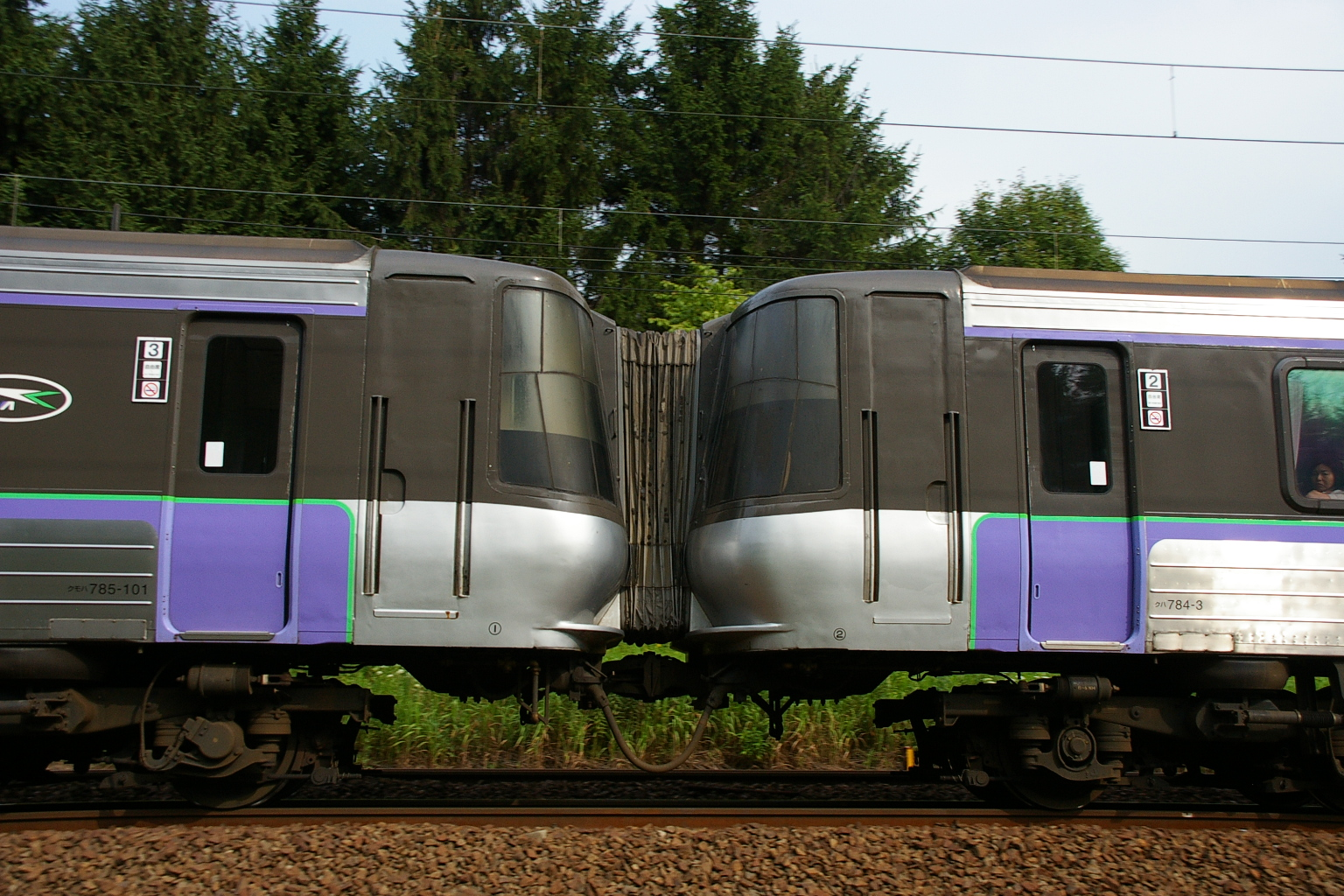
クモハ785とクハ784の連結状態
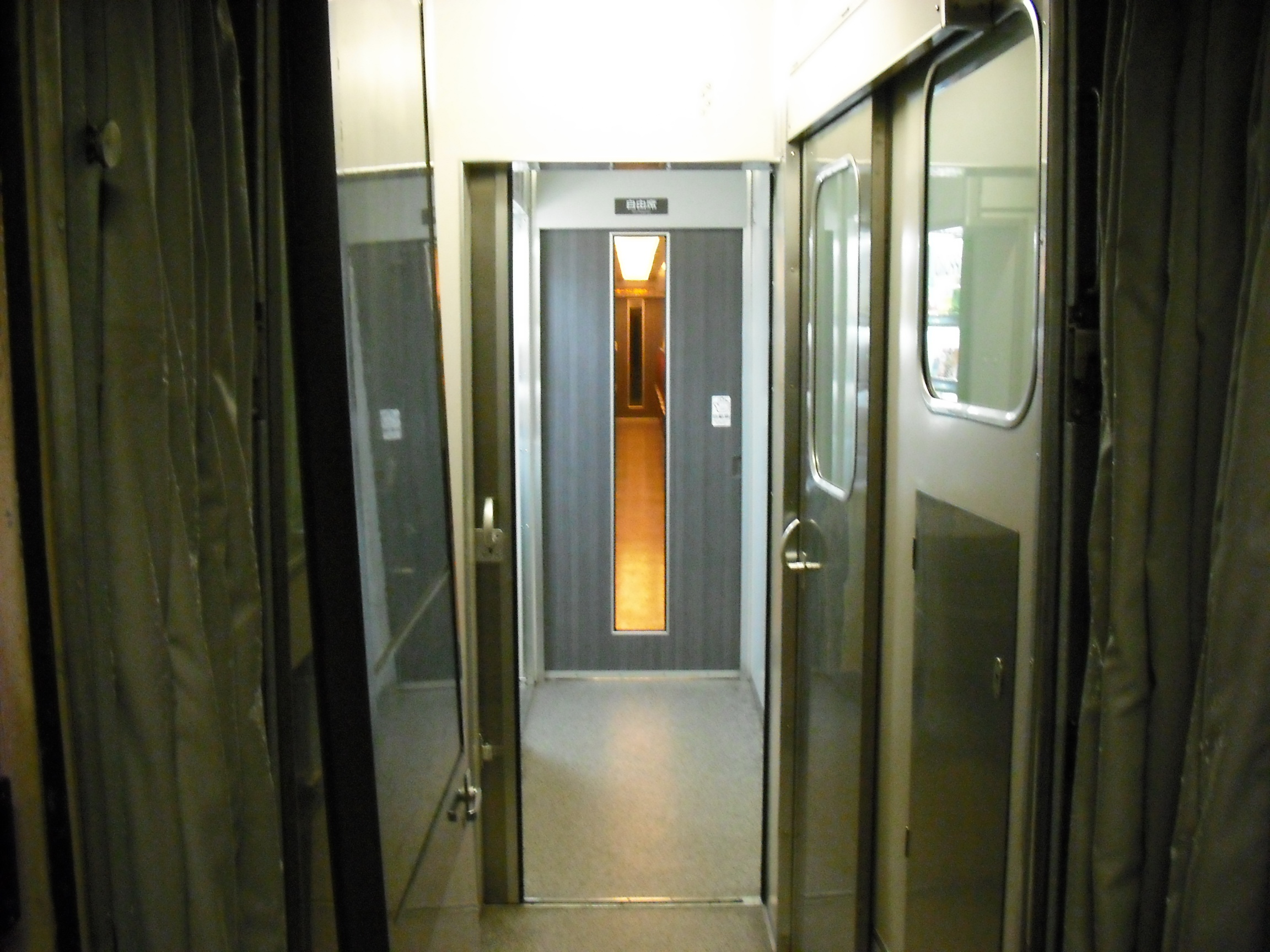
運転室ドアの固定化、運転台ドア等の閉鎖により完全に通路としての運用がなされている。

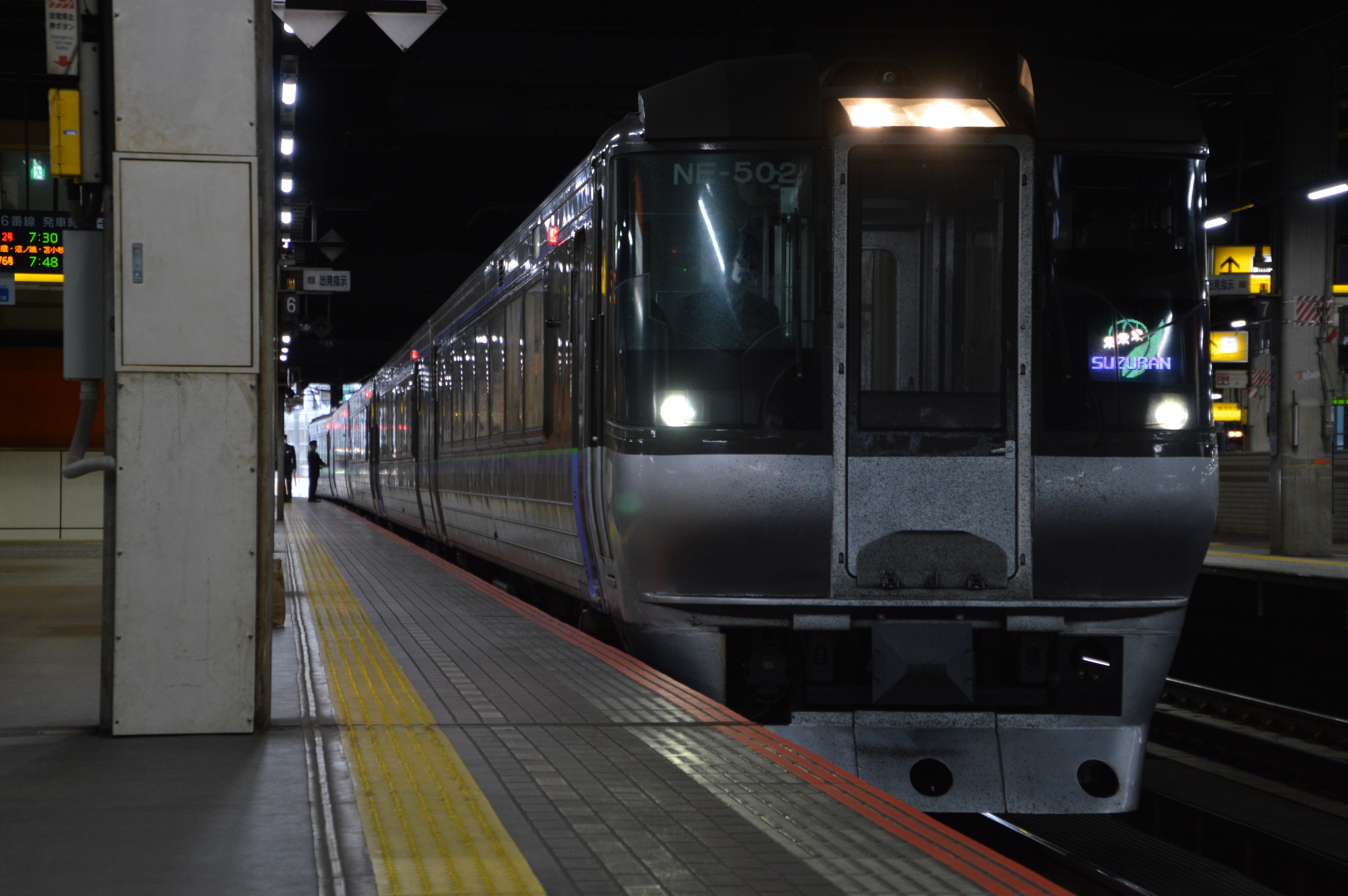
JR北海道が運行している特急すずらん

### リニューアル工事

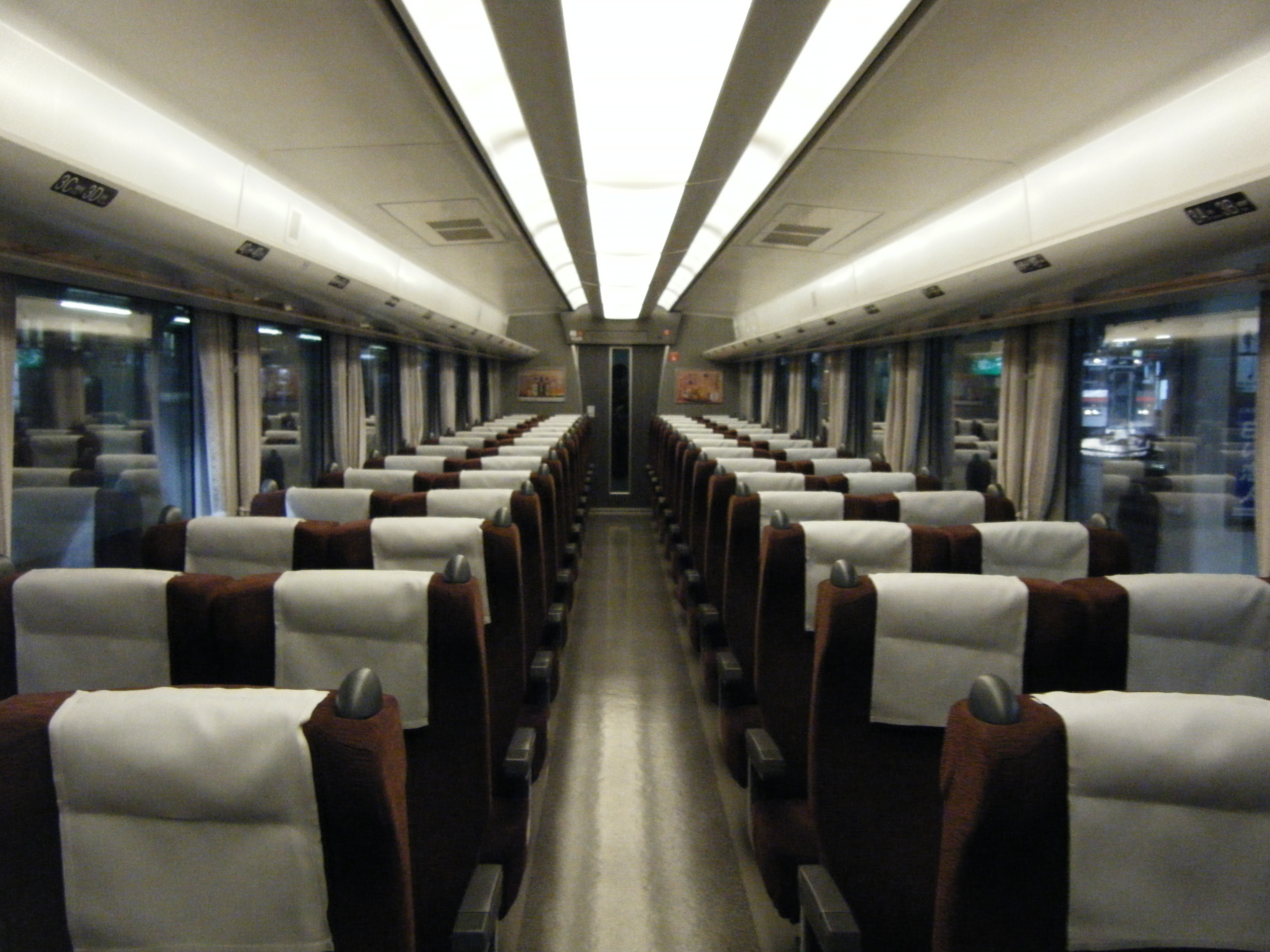
リニューアル車の車内
（2008年5月4日 / 札幌駅）

経年が14年程度、累積走行距離が380万kmを越えている状況から、主要機器の更新と客室のリニューアル化を行い、車両の延命化を図った。2005年（平成17年）から工事を開始した。
客室
客室内の化粧板、床仕上げ材は新品に取替え、座席は1本足脚台タイプに変更し、足元スペースを拡大した。出入り台部は、化粧板、床仕上げ材を新品交換したことに加え、従来より5mm薄くしつつも断熱性を向上させた新型側引戸に交換し、ドアチャイムを新設した。トイレ・洗面所の改装も行われている。
床下
主回路機器の更新を行い、主変換装置・主変圧器の取替、補助電源装置の一部機器取替、集電装置はシングルアームパンタグラム N-PS785 に変更された。空調装置は、ユニット内のコンプレッサを取替えた。また、床下機器カバーを新設している。
ブレーキ装置は、一部機器を取替えて回生ブレーキ併用電気指令式空気ブレーキとし、T車遅れ込め制御および全電気ブレーキ制御を追加した。ブレーキ更新により不要になった屋根上主抵抗器は撤去したが、屋根上カバーは再用した。
- 2005年（平成17年）4月のNE-3編成を皮切りに順次施工され、2007年（平成19年）6月までに当時保留車となっていたNE-105編成を除く全編成の施工を完了した。施工時期により、座席形状などの細部仕様が異なる。

「SWA」ロゴの撤去
2007年（平成19年）10月1日のダイヤ改正より、列車愛称が「スーパーホワイトアロー」から「スーパーカムイ」へ改称されたことから、同年以降、苗穂工場への検査入場時に各車車体側面の「SWA」 (Super White Arrow) ロゴが順次撤去された。

## 300番台

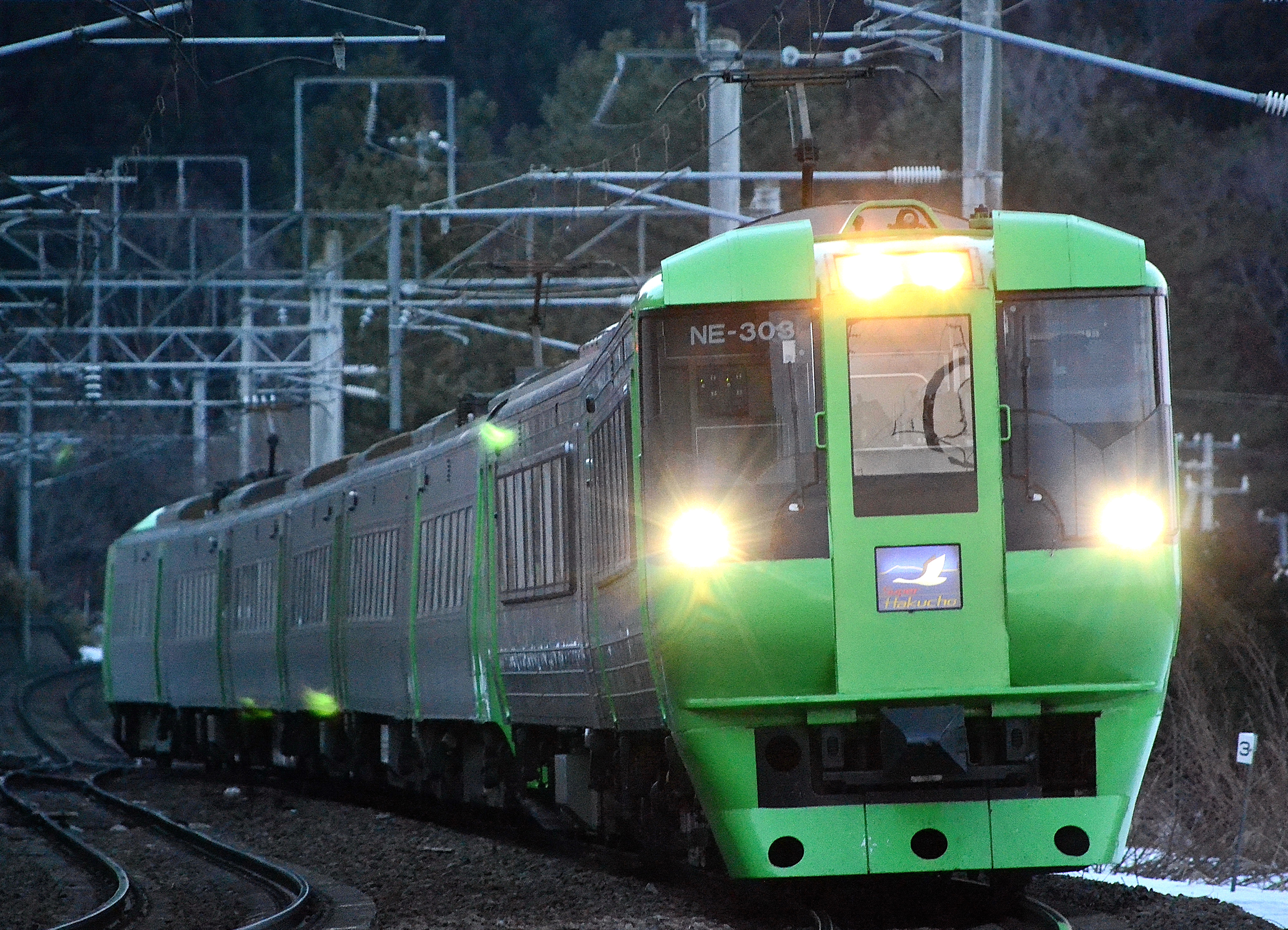
789系0番台と連結して特急「スーパー白鳥」で運用される785系300番台（NE-303編成）

500番台組み込みによる5両編成化で余剰となり、長期にわたり保留車となっていたNE-105編成2両を、2010年（平成22年）4月に苗穂工場にて、津軽海峡線の特急「スーパー白鳥」用の789系0番台電車の増結用編成に改造したものである。編成番号はNE-303へ改められた。
クモハ785-105の後位出入台と運転台が撤去され、その部分の窓・乗務員扉と客用扉が埋められている。その他にも、主回路機器の更新とブレーキ装置の一部変更が行われており、それに伴い、同車の車両番号はモハ785-303に改番された。
また、ユニットを組むクハ784-5も、前面貫通扉の閉鎖や幕式愛称表示器の装備、海峡線走行用の保安装置（ATC-L型）の設置等、運転台周りを中心に改修が行われ、クハ784-303に改番された。同時に、両車とも外部塗色が789系に合わせたものに変更されたほか、車内設備も789系同等品に交換され、青函トンネル内での140 km/h運転に対応すべくブレーキ装置の一部変更が行われており、車両構体以外の装備がほぼ全面的にリニューアルされた。
この改造車は、2010年（平成22年）12月4日のダイヤ改正から特急「スーパー白鳥」の増結車としての運用を開始した。その後、2016年（平成28年）3月26日の北海道新幹線の開業に伴う「スーパー白鳥」の廃止に伴い、開業準備に伴う海峡線運休前日の同年3月21日の運転をもって、789系0番台とともに運用を離脱し、同月31日に廃車され、同年9月末ごろから解体された。

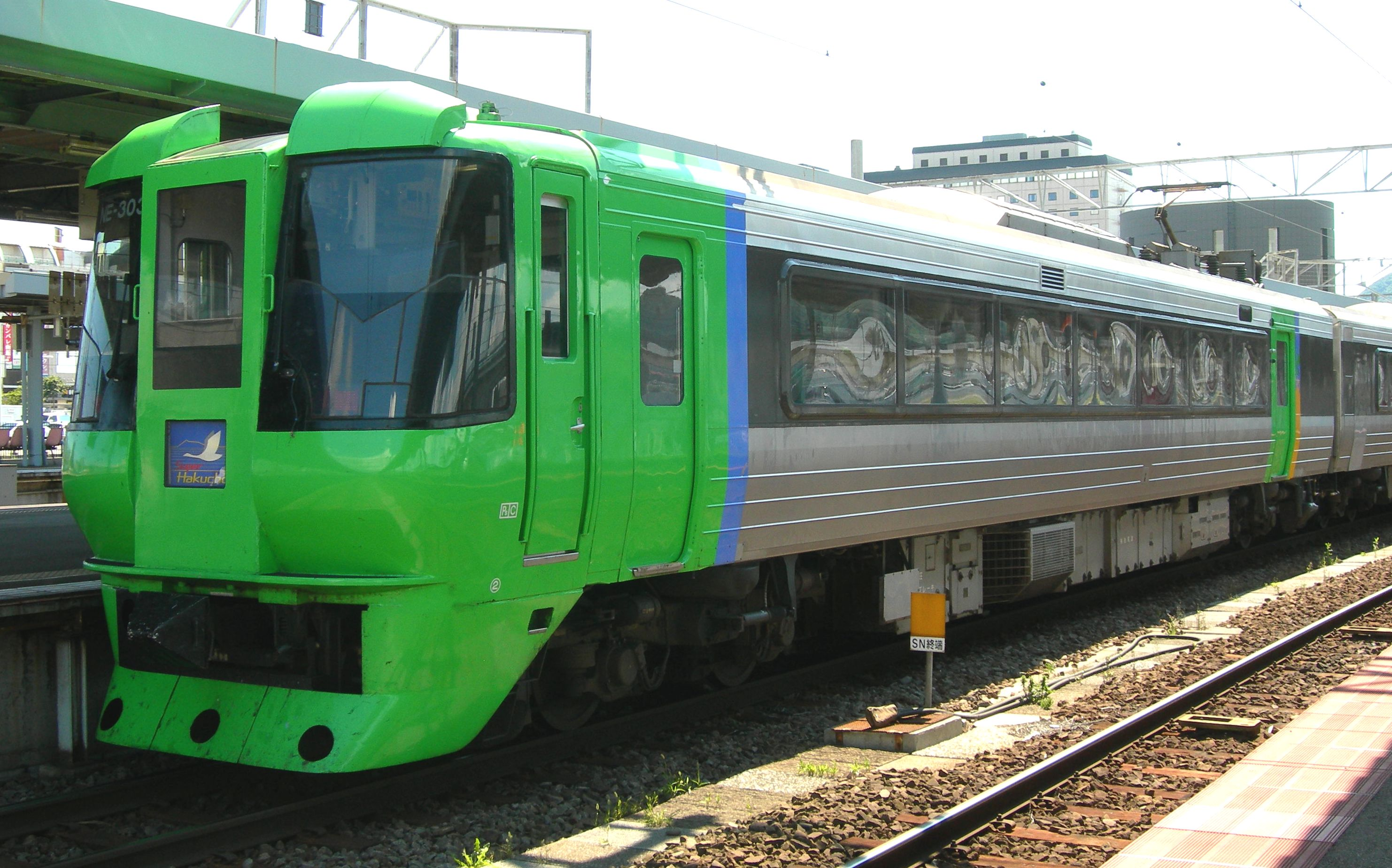
貫通扉が閉鎖されたクハ784-303
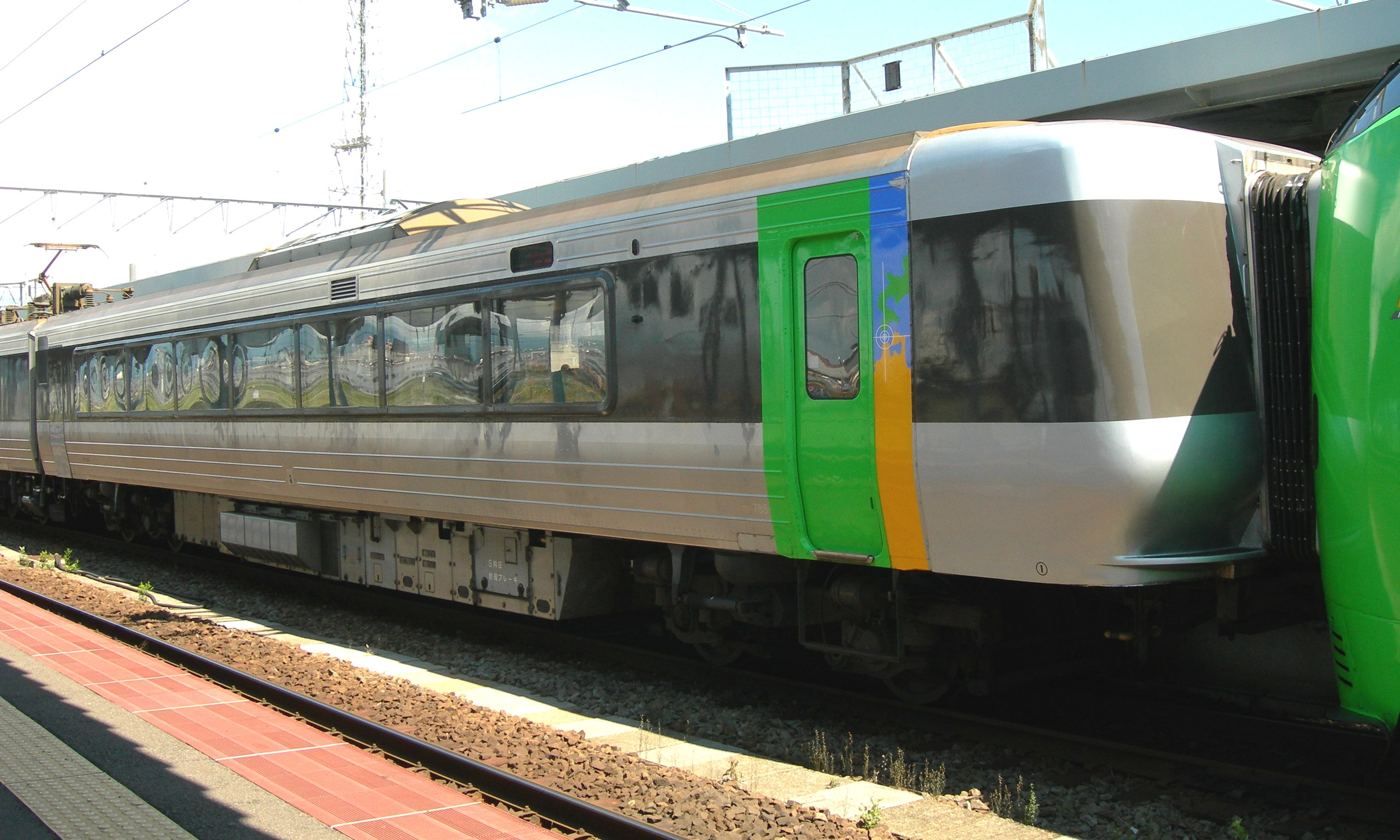
運転台が撤去されたモハ785-303
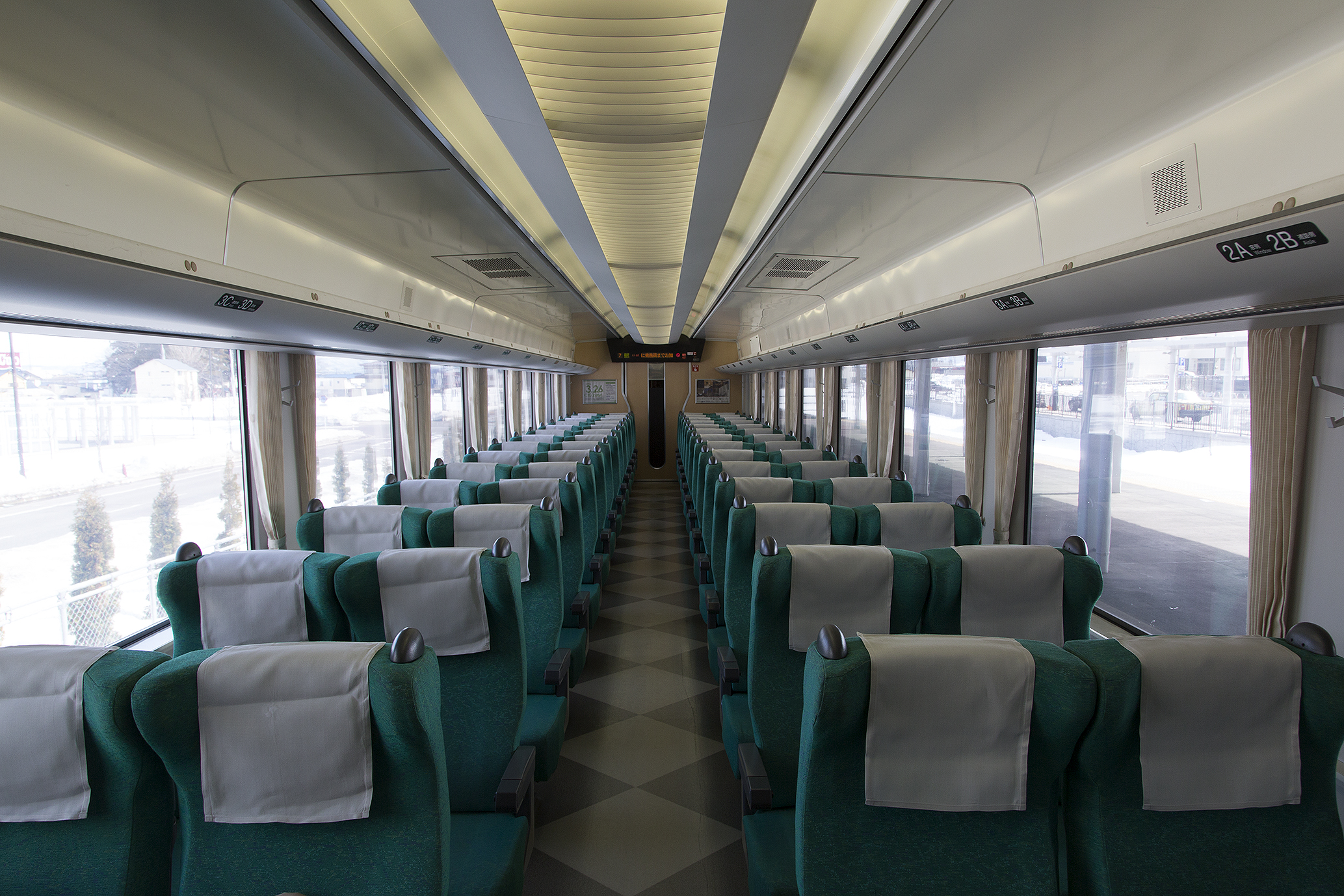
モハ785-303 車内 （2016年3月13日 / 新青森駅）

## 運用の変遷

### 基本番台
1990年（平成2年）9月1日ダイヤ改正
1990年（平成2年）に4両編成×5本（NE-1編成 - NE-5編成）と2両編成×5本（NE-101編成 - NE-105編成）の計30両が落成し、同年9月1日ダイヤ改正からエル特急「スーパーホワイトアロー」として営業運転を開始し、札幌駅 - 旭川駅間 (136.8 km) を所要1時間20分、表定速度102.6 km/h で結んだ。日中時間帯は781系を使用するエル特急「ライラック」（所要1時間30分）と各1時間間隔で運行され、両列車あわせて30分間隔での運転となり、速達化と利便性の向上に寄与した。なお、エル特急「ライラック」1往復にも充当されており、同年10月1日からは付属編成1本の2両編成が臨時特急「モーニングエクスプレス」にも充当されるようになった。
基本編成の点検・整備時は付属編成を2組または3組を併結した4両または6両編成としても使用された。
当初の最高速度は130 km/h。エル特急「スーパーホワイトアロー」・「ライラック」は運行開始当初から9月下旬までPR・慣熟運転・適性輸送力の策定を目的に基本編成と付属編成を連結した6両編成で運転され、以降は朝夕4往復のみ6両編成としそれ以外は基本編成のみでの運行を基本とした。
- エル特急「スーパーホワイトアロー」（札幌駅 - 旭川駅間）：13往復（1 - 26号）
- エル特急「ライラック」（札幌駅 - 旭川駅間）：1往復
- 臨時特急「モーニングエクスプレス」（札幌駅 - 旭川駅間）◆月曜日限定

|          | ← 旭川札幌 →    | ← 旭川札幌 →   | ← 旭川札幌 →    | ← 旭川札幌 →      | ← 旭川札幌 →     | ← 旭川札幌 →      |          |
| 編成     | 基本編成        | 基本編成       | 基本編成        | 基本編成          | 付属編成         | 付属編成          | 編成     |
| 号車     | 1               | 2              | 3               | 4                 | 5                | 6                 | 号車     |
| 編成番号 | クハ 785形 (Tc) | モハ 785形 (M) | サハ 784形 (TA) | クモハ 785形 (Mc) | クハ 784形 (TAc) | クモハ 785形 (Mc) | 編成番号 |
| -------- | --------------- | -------------- | --------------- | ----------------- | ---------------- | ----------------- | -------- |
| NE-1     | 1               | 1              | 1               | 1                 | 1                | 101               | NE-101   |
| NE-2     | 2               | 2              | 2               | 2                 | 2                | 102               | NE-102   |
| NE-3     | 3               | 3              | 3               | 3                 | 3                | 103               | NE-103   |
| NE-4     | 4               | 4              | 4               | 4                 | 4                | 104               | NE-104   |
| NE-5     | 5               | 5              | 5               | 5                 | 5                | 105               | NE-105   |

|      | ← 旭川札幌 →     | ← 旭川札幌 →        | ← 旭川札幌 →    | ← 旭川札幌 →   | ← 旭川札幌 →    | ← 旭川札幌 →      |
| 編成 | 付属編成         | 付属編成            | 基本編成        | 基本編成       | 基本編成        | 基本編成          |
| 号車 | 1                | 2                   | 3               | 4              | 5               | 6                 |
| 形式 | クハ 784-0 (TAc) | クモハ 785-100 (Mc) | クハ 785-0 (Tc) | モハ 785-0 (M) | サハ 784-0 (TA) | クモハ 785-0 (Mc) |
| ---- | ---------------- | ------------------- | --------------- | -------------- | --------------- | ----------------- |

|      | ← 旭川札幌 →     | ← 旭川札幌 →        | ← 旭川札幌 →     | ← 旭川札幌 →        | ← 旭川札幌 →     | ← 旭川札幌 →        |
| 編成 | 付属編成         | 付属編成            | 付属編成         | 付属編成            | 付属編成         | 付属編成            |
| 号車 | 1                | 2                   | 3                | 4                   | 5                | 6                   |
| 形式 | クハ 784-0 (TAc) | クモハ 785-100 (Mc) | クハ 784-0 (TAc) | クモハ 785-100 (Mc) | クハ 784-0 (TAc) | クモハ 785-100 (Mc) |
| ---- | ---------------- | ------------------- | ---------------- | ------------------- | ---------------- | ------------------- |

1994年（平成6年）3月1日ダイヤ改正
臨時特急「モーニングエクスプレス」が季節列車に変更された。
1998年（平成10年）4月11日ダイヤ改正
エル特急「ライラック」の定期運用から785系が撤退。また、臨時特急「モーニングエクスプレス」がエル特急「ライラック」に統合される。
- エル特急「スーパーホワイトアロー」（札幌駅 - 旭川駅間）：15往復（1 - 30号）

2002年（平成14年）3月16日ダイヤ改正
従来の781系に代わり本系列が快速「エアポート」に充当されて新千歳空港駅 - 札幌駅間を直通運転することになり、グレードアップ指定席「uシート」車両を組み込んだ編成に組み替えられた。。これに伴い直通運転列車がエル特急「ライラック」から「スーパーホワイトアロー」に変更された。
普通車指定席「uシート」用車両として、500番台7両（モハ784形が5両、モハ785形が2両）が新造された。2001年（平成13年）8月 - 9月に編成全体が方向転換された後、これらの車両を組み込む形で編成が組み換えられ、5両編成×7本（NE-1編成 - NE-5編成、NE-501編成・NE-502編成）に変更された。組み換えられた編成は2002年（平成14年）2月16日に札幌駅で展示会を開催した後、同年3月16日から本格的に営業運転を開始した。また、編成組み換えの対象外となったNE-105編成は保留車として長期間保管されていたが、2010年（平成22年）4月に津軽海峡線用789系0番台電車の増結車として改造落成した。
なお、旭川駅に隣接していた旭川運転所が日本貨物鉄道（JR貨物）北旭川駅の旧ヤードへ移転したため、2003年（平成15年）9月1日からは回送列車として宗谷本線の旭川駅 - 旭川運転所間を走行するようになった。
- エル特急「スーパーホワイトアロー」（札幌駅 - 旭川駅間）：15往復
- 快速「エアポート」（新千歳空港駅 - 札幌駅間）：11往復※エル特急「スーパーホワイトアロー」から直通

|          | ← 旭川／室蘭／新千歳空港札幌 → | ← 旭川／室蘭／新千歳空港札幌 → | ← 旭川／室蘭／新千歳空港札幌 → | ← 旭川／室蘭／新千歳空港札幌 → | ← 旭川／室蘭／新千歳空港札幌 → |            |              |                |                                           |
| 号車     | 1                              | 2                              | 3                              | 4                              | 5                              |            |              |                |                                           |
| 編成番号 | クモハ 785形 (Mc)              | サハ 784形 (TA)                | モハ 785形 (M)                 | モハ 784形 (Mu)                | クハ 785形 (Tc)                | 編成組換日 | リニューアル | 除籍日         | 備考                                      |
| -------- | ------------------------------ | ------------------------------ | ------------------------------ | ------------------------------ | ------------------------------ | ---------- | ------------ | -------------- | ----------------------------------------- |
| NE-1     | 1                              | 1                              | 1                              | 501                            | 1                              | 2002年03月 | 2005年09月   | 2017年04月30日 | 旧NE-1編成 + モハ784-501                  |
| NE-2     | 2                              | 2                              | 2                              | 502                            | 2                              | 2002年02月 | 2006年09月   | 2017年03月31日 | 旧NE-2編成 + モハ784-502                  |
| NE-3     | 3                              | 3                              | 3                              | 503                            | 3                              | 2002年02月 | 2005年04月   | 2017年03月10日 | 旧NE-3編成 + モハ784-503                  |
| NE-4     | 4                              | 4                              | 4                              | 504                            | 4                              | 2002年02月 | 2006年04月   | 2017年03月31日 | 旧NE-4編成 + モハ784-504                  |
| NE-5     | 5                              | 5                              | 5                              | 505                            | 5                              | 2002年02月 | 2006年12月   | 2017年04月30日 | 旧NE-5編成 + モハ784-505                  |
| 編成番号 | クモハ 785形 (Mc2)             | クハ 784形 (TAc2)              | クモハ 785形 (Mc1)             | モハ 785形 (Mu')               | クハ 784形 (TAc1)              | 編成組換日 | リニューアル | 除籍日         | 備考                                      |
| NE-501   | 103                            | 3                              | 101                            | 501                            | 1                              | 2002年02月 | 2007年05月   |                | 旧NE-101編成 + 旧NE-103編成 + モハ785-501 |
| NE-502   | 104                            | 4                              | 102                            | 502                            | 2                              | 2002年02月 | 2005年12月   |                | 旧NE-102編成 + 旧NE-104編成 + モハ785-502 |

- ■:uシート車

2006年（平成18年）3月18日ダイヤ改正
夜行特急「利尻」・「オホーツク」（9・10号）の季節列車への変更に伴う代替措置として、エル特急「スーパーホワイトアロー」を増発。
- エル特急「スーパーホワイトアロー」（札幌駅 - 旭川駅間）：15往復
- 快速「エアポート」（新千歳空港駅 - 札幌駅間）：11往復

2007年（平成19年）10月1日ダイヤ改正
エル特急「ライラック」と「スーパーホワイトアロー」が「スーパーカムイ」に統合される。789系1000番台が投入され、785系との共通運用で「スーパーカムイ」として運転される。なお、785系は室蘭駅 - 札幌駅間のエル特急「すずらん」にも充当されるようになったが、こちらは代走や繁忙期の臨時列車等を除き、789系1000番台は充当されなかった。
- エル特急「スーパーカムイ」（札幌駅 - 旭川駅間）：28往復
- 快速「エアポート」（新千歳空港駅 - 札幌駅間）：11往復
- 「ホームライナー」（札幌発手稲行き）◆土曜・休日運休
- エル特急「すずらん」（東室蘭駅 - 札幌駅間）：5往復
- 室蘭本線の普通列車の一部（室蘭駅 - 東室蘭駅間）：※エル特急「すずらん」からの直通列車を含む

2008年（平成20年）3月15日ダイヤ改正
エル特急「スーパーカムイ」と快速「エアポート」の直通運転が1往復増発。
- エル特急「スーパーカムイ」（札幌駅 - 旭川駅間）：28往復
- 快速「エアポート」（新千歳空港駅 - 札幌駅間）：12往復
- 「ホームライナー」（札幌発手稲行き）◆土曜・休日運休
- エル特急「すずらん」（東室蘭駅 - 札幌駅間）：5往復
- 室蘭本線普通列車の一部（室蘭駅 - 東室蘭駅間）

2010年（平成22年）12月4日ダイヤ改正
高速道路一部無料化の影響による乗客減に伴い、エル特急「スーパーカムイ」が4往復減便。
- エル特急「スーパーカムイ」（札幌駅 - 旭川駅間）：24往復
- 快速「エアポート」（新千歳空港駅 - 札幌駅間）：12往復
- 「ホームライナー」（札幌発手稲行き）◆土曜・休日運休
- エル特急「すずらん」（東室蘭駅 - 札幌駅間）：5往復
- 室蘭本線普通列車の一部（室蘭駅 - 東室蘭駅間）

2013年（平成25年）11月1日ダイヤ変更
エル特急「スーパーカムイ」・「すずらん」の最高速度が130 km/hから120 km/hに変更。また、「スーパーカムイ」は1往復減便され、「すずらん」は785系と789系1000番台の共通運用とされた。
- エル特急「スーパーカムイ」（札幌駅 - 旭川駅間）：23往復
- 快速「エアポート」（新千歳空港駅 - 札幌駅間）：12往復
- 「ホームライナー」（札幌発手稲行き）◆土曜・休日運休
- エル特急「すずらん」（東室蘭駅 - 札幌駅間）：5往復
- 室蘭本線普通列車の一部（室蘭駅 - 東室蘭駅間）

2014年（平成26年）8月30日ダイヤ改正
快速「エアポート」の最高速度が130 km/hから120 km/hに変更された。
2016年（平成28年）3月26日ダイヤ改正
エル特急「スーパーカムイ」と快速「エアポート」の直通運転が廃止。また、廃止された急行「はまなす」の代替として、エル特急「すずらん」が1往復増発された。
- エル特急「スーパーカムイ」（札幌駅 - 旭川駅間）：23往復（1 - 46号）
- 「ホームライナー」（札幌発手稲行き）◆土曜・休日運休
- エル特急「すずらん」（東室蘭駅 - 札幌駅間）：6往復（1 - 12号）
- 室蘭本線普通列車の一部（室蘭駅 - 東室蘭駅間）

2017年（平成29年）3月4日ダイヤ改正
2015年（平成27年）1月15日に行われたJR北海道の定例記者会見において、2019年までに785系を更新する（引退させる）方針であることが明言され、同年3月20日に公表した「安全投資と修繕に関する5年間の計画」において、当時特急「スーパー白鳥」で運用されていた789系0番台電車を2017年（平成29年）から札幌都市圏へ転用し、785系の全37両中27両を廃車とする方針が公表された。これに伴い「スーパーカムイ」は特急「ライラック」・「カムイ」に再編され、エル特急の名称が外された。「ライラック」は789系0番台、「カムイ」は789系1000番台での運転となり、785系は札幌駅 - 旭川駅間の定期運用を終了した。特急「すずらん」には従来通り789系1000番台との共通運用で充当される。
同時にNE-1 - 5編成は運用を離脱し、3月10日にNE-3編成、31日にNE-2, 4編成、4月30日にNE-1, 5編成の計25両が廃車となった。

#### 現在の編成・運用
2023年（令和5年）5月1日時点で、5両編成×2本（10両）のNE-501, 502編成が札幌運転所に配置されている。2024年（令和6年）3月16日時点では、以下の列車・区間で運用される。
- 全て5両固定編成。4号車が指定席（uシート）となっている。789系1000番台と共通で運用。
  - 特急「すずらん」：（室蘭駅 - 東室蘭駅 - 札幌駅間）：6往復（1 - 12号）

### 300番台
2010年（平成22年）12月4日ダイヤ改正
東北新幹線（八戸駅 - 新青森駅間）延伸開業に伴い、特急「スーパー白鳥」の運転区間が新青森駅・青森駅 - 函館駅間に変更された。これに伴い、785系300番台の2両編成×1本（NE-303編成）が函館運輸所に配置され、同列車にて営業運転を開始した。
789系0番台の増結用編成であるHE-300編成（HE-301編成、HE-302編成）と共通で、繁忙期・多客時を中心に運用された。なお、新青森駅では線路容量の関係で長時間停車することが難しいため、一部は回送列車として奥羽本線の津軽新城駅 - 新青森駅間を運転していた。
- 特急「スーパー白鳥」（新青森駅・青森駅 - 函館駅間）：8往復

|      | ← 新青森／函館青森 →        | ← 新青森／函館青森 →        | ← 新青森／函館青森 →        | ← 新青森／函館青森 →        | ← 新青森／函館青森 →        | ← 新青森／函館青森 →        | ← 新青森／函館青森 →        | ← 新青森／函館青森 →        |
| 編成 | 789系100番台 （HE-100編成） | 789系100番台 （HE-100編成） | 789系100番台 （HE-100編成） | 789系200番台 （HE-200編成） | 789系200番台 （HE-200編成） | 789系200番台 （HE-200編成） | 785系300番台 （NE-303編成） | 785系300番台 （NE-303編成） |
| 号車 | 1                           | 2                           | 3                           | 4                           | 5                           | 6                           | 7                           | 8                           |
| ---- | --------------------------- | --------------------------- | --------------------------- | --------------------------- | --------------------------- | --------------------------- | --------------------------- | --------------------------- |
| 形式 | クロハ789 -100              | モハ788 -100                | サハ789 -100                | モハ789 -200                | モハ788 -200                | クハ789 -200                | モハ785 -303                | クハ784 -303                |

2016年（平成28年）3月26日ダイヤ改正
北海道新幹線（新青森駅 - 新函館北斗駅間）開業に伴い、特急「スーパー白鳥」が廃止。なお、北海道新幹線の開業準備に伴う関連工事の影響で、特急「スーパー白鳥」としての営業運転は同年3月21日が最終日となった。785系300番台（NE-303編成）2両は定期運用から離脱し、廃車・解体された。

## 車歴表
- 製造…川重：川崎重工業、日立：日立製作所
- 配置…札幌：札幌運転所
- 改造所…苗穂：苗穂工場

## 改造歴
- 改造所…札幌：札幌運転所、苗穂：苗穂工場